# Milíč Čapek
Milič Čapek (26. ledna 1909 Třebechovice pod Orebem – 17. listopadu 1997 Little Rock) byl česko-americký filozof. Velkou část svého díla věnoval vztahu filozofie a moderní fyziky, zejména filozofii času a prostoru a metafyzice.

## Životopis
Narodil se 26. ledna 1909 v obci Třebechovice pod Orebem v České republice (tehdy součást Rakouska-Uherska).
Studoval na gymnáziu v Hradci Králové a později ve Vysokém Mýtě. V roce 1935 získal doktorát filozofie na Univerzitě Karlově v Praze. Po německé okupaci uprchl z Československa a studoval na pařížské univerzitě, kde také řídil vysílání v češtině zpět do vlasti. Deset dní před nacistickou invazí opustil Paříž, procestoval několik měst a odjel do Ameriky.
Během války vyučoval fyziku na univerzitě v Iowě, na Doan College a na univerzitě v Nebrasce. Po válce se vrátil do Československa, kde krátce vyučoval na Univerzitě Palackého v Olomouci. Měsíc před únorovým pučem v roce 1948 opět ze země utekl a získal trvalý pobyt a občanství ve Spojených státech.
V roce 1948 nastoupil na filozofickou fakultu Carleton College. V roce 1962 přijal místo profesora filozofie na Bostonské univerzitě, kde působil až do svého odchodu do důchodu v roce 1974. Jako hostující profesor působil na kampusu Kalifornské univerzity v Davisu, na Emoryho univerzitě, na Severotexaské univerzitě, na Yaleově univerzitě a opět na Carletonu. V roce 1983 byl na Carletonu vyznamenán titulem doktora literatury.
Byl ženatý se Štěpánkou Čapkovou, rozenou Řežábkovou, která byla učitelkou a později ženou v domácnosti. Zemřela 14. července 1998 v Little Rocku v Arkansasu ve věku 82 let. Jejich dcera Stella M. Čapková se stala lékařkou.
Zemřel 17. listopadu 1997 v Little Rocku ve věku 88 let na selhání srdce.